# 大間々ショッピングセンターさくらもーる
大間々ショッピングセンターさくらもーる（おおままショッピングセンターさくらもーる）とは、群馬県みどり市大間々町大間々にある大間々商業開発株式会社が管理・運営するネイバーフッド型ショッピングセンター（NSC）である。核テナントはスーパーマーケットのカスミ。

## ポイントカード
- さくらもーるメンバーズクラブというポイントカードを発行している。カード加盟店でのお買い物100円ごとに1ポイントが加算され、600ポイント貯まると『500円分のお買い物券』または点数に応じて景品と交換が出来るシステムとなっている。

## テナント
- 2020年４月現在

### 1F
- 1.美食亭
- 2.吉田園
- 3.三俣せんべい
- 4.わらぼうし
- 5.
- 6.みや
- 7.
- 8.フローリストワタリ
- 9.大間々アサカシューズ
- 10.スタジオＪ
- 11.イースト１
- 12.モア
- 13.イースト１
- 14.フジヤ
- 15.サーティワン
- 16.
- 17.フランシュ・コンテ
- 18.
- 19.ミストラル
- 20.株式会社フロンティア
- 21.
- 22.スズキ
- 23.げんき堂整骨院
- 24.ハクジュプラザヘルストロン
- 25.スキップ
- 26.トラベルサロン
- 27.香村デンタルクリニック
- 28.とりそば貫
- 29.たい夢
- 30.マクドナルド
- 31.バタチキホーム
- 32.インフォメーション
- 33.ブランベック
- 34.フードマーケットカスミ
- 35.東和銀行・群馬銀行・桐生信用金庫
- 36.ゆうちょ銀行・しののめ信用金庫

### 2F
- 1.シューラルー
- 2.マルキン
- 3.アン・エディ
- 4.スモールビスケ
- 5.
- 6.レディースショップアリス
- 7.カジハウス
- 8.ハニーズ
- 9.Ｍ２（エムニ）
- 10.アスク
- 11.ビスケ
- 12.レディーズランド・ココ
- 13.アゲイン
- 14.ファッションパークモア
- 15.
- 16.ダイソー
- 17.
- 18.授乳室
- 19.タカラ島（ゲームセンター）
- 20.くまざわ書店
- 21.カーブスさくらもーる
- 22.
- 23.クラフトハート　トーカイ
- 24.

## 交通アクセス

### 自家用車
- 北関東自動車道太田藪塚ICより、群馬県道69号大間々世良田線をみどり市大間々町方面へ約7.5km

### 公共交通機関
鉄道
- 上毛電気鉄道・東武桐生線赤城駅より徒歩25分、または下記の大間々・笠懸路線バスで約13分。

路線バス
- いずれの便も、東側の駐車場内にあるさくらもーるバス停下車すぐ
  - おりひめバス（7 ■相生線）
  - みどり市 大間々・笠懸路線バス

## 周辺の商業施設
- ベイシア大間々店 （みどり市大間々町大間々）
- マーケットシティ桐生 （桐生市相生町）
- MEGAドン・キホーテ桐生店 （桐生市永楽町）